# Attikí (métro d'Athènes)
Attikí (grec moderne : Αττική) est une station de correspondance du métro d'Athènes, sur les lignes 1 (verte) et 2 (rouge). Elle est située à côté de la place portant le même nom. 
La station est en surface pour la ligne 1 et souterraine pour la ligne 2.

## Situation ferroviaire
La station d'Attikí possède deux plateformes, dont l'une, en surface, est située au point kilométrique (PK) 12,245 de la ligne 1 du métro d'Athènes, entre les stations de Victória et d'Ágios Nikólaos, et l'autre, souterraine, et située sur la ligne 2 entre les stations de Sepólia et de Lárissa.

## Histoire
La station d'Attikí de la ligne 1, en surface, est inaugurée le 30 juin 1949 lors de l'ouverture à l'exploitation du tronçon venant de Vittoria. Elle est établie à 200 mètres de la sortie nord du tunnel unique de la ligne.
La plateforme souterraine de la station desservie par la ligne 2 est mise en service le 20 janvier 2000 lors de la mise en service du premier tronçon. Elle se situe sous les voies de garage de la ligne 1. Simultanément à son inauguration, deux nouvelles entrées ont été créées pour faciliter l'accès aux usagers.
La station de la ligne 1 a été réhabilitée pour les Jeux olympiques d'Athènes et a rouvert le 15 mars 2004. La station de la ligne 1 comporte, outre les voies de circulation, cinq voies de garage et un trottoir de manœuvre pour le retournement des rames lors de l'acheminement vers les voies de garage. Elle abrite aussi les bureaux des conducteurs de la ligne 1.
De plus, la station est équipée d'une voie de raccordement entre les deux lignes.

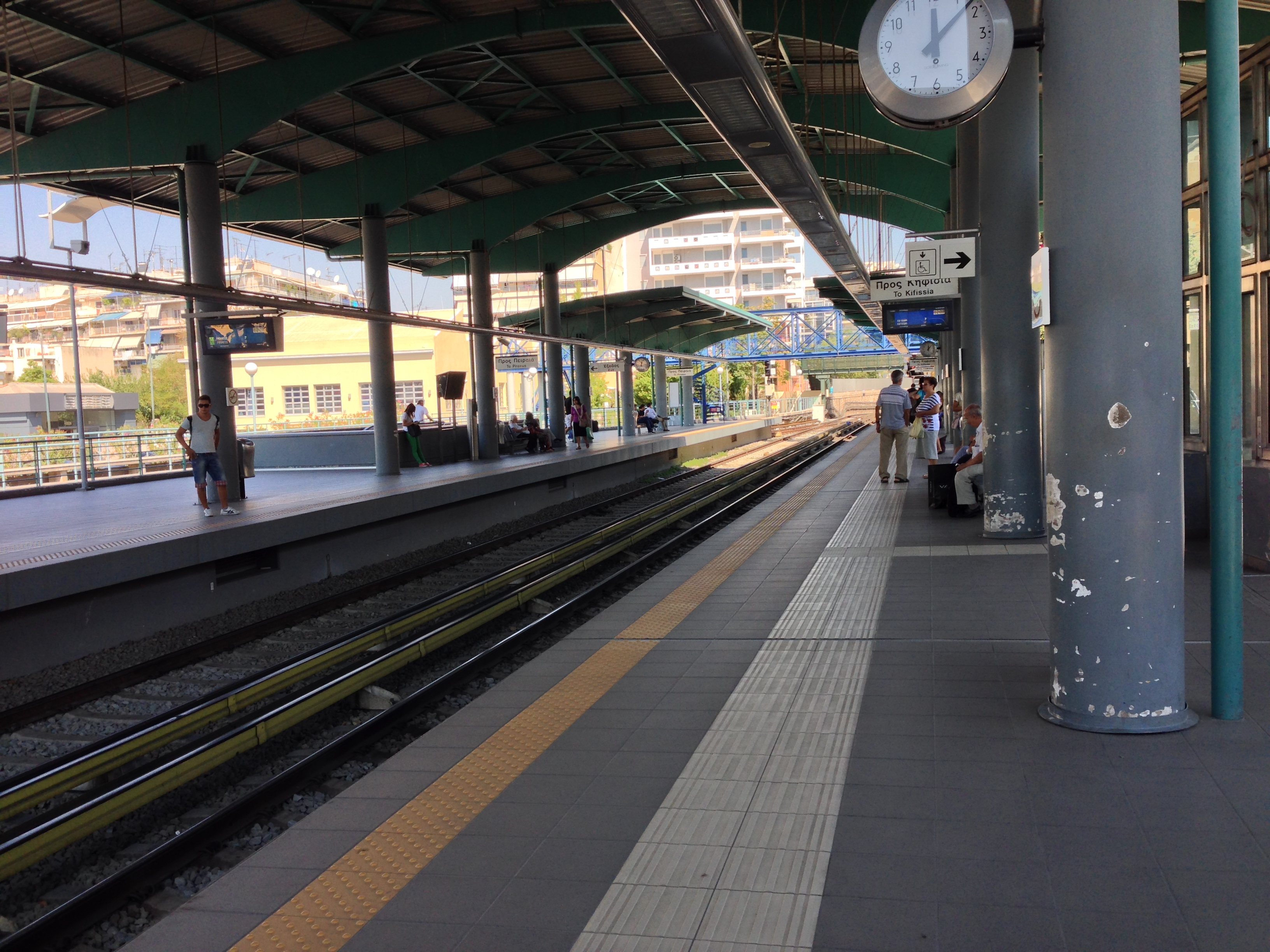
Les quais de la station aérienne.

## Intermodalité
La station est desservie par plusieurs réseaux de transports en commun : des trolleybus (ligne : 1), des bus urbains (lignes : A10, A11, B10, B11, B12, Γ10, Γ12, 024, 701, 704, 713, 714, 119, 732, 747 et 891) et par des bus de nuit des lignes 500 et 790.